# Hymn Singapuru
Majulah Singapura (pol. „Naprzód, Singapurze!”) – hymn państwowy Singapuru.
Tekst i muzykę napisał w 1958 roku Zubir Said. Od 1959 roku pieśń jest oficjalnym hymnem Singapuru.

## Tekst
Mari kita rakyat Singapura
Sama-sama menuju bahagia
Cita-cita kita yang mulia
Berjaya Singapura

Marilah kita bersatu
Dengan semangat yang baru
Semua kita berseru
Majulah Singapura, Majulah Singapura

Marilah kita bersatu
Dengan semangat yang baru
Semua kita berseru
Majulah Singapura, Majulah Singapura

## Tłumaczenie
My, lud Singapuru,
podążajmy wspólnie ku szczęściu!
Naszym szczytnym celem
jest pomyślność Singapuru.

Zjednoczmy się więc
w nowym duchu.
Wszyscy zawołajmy:
„Naprzód, Singapurze! Naprzód, Singapurze!”

Zjednoczmy się więc
w nowym duchu.
Wszyscy zawołajmy:
„Naprzód, Singapurze! Naprzód, Singapurze!”